# 小山正太郎
小山 正太郎（こやま しょうたろう、安政4年1月21日（1857年2月15日） - 大正5年（1916年）1月7日）は、明治時代の日本の武士、洋画家。実作者としてよりも教育者として名高い。小山善元の長男であり、小山觀翁の大伯父にあたる。

## 来歴

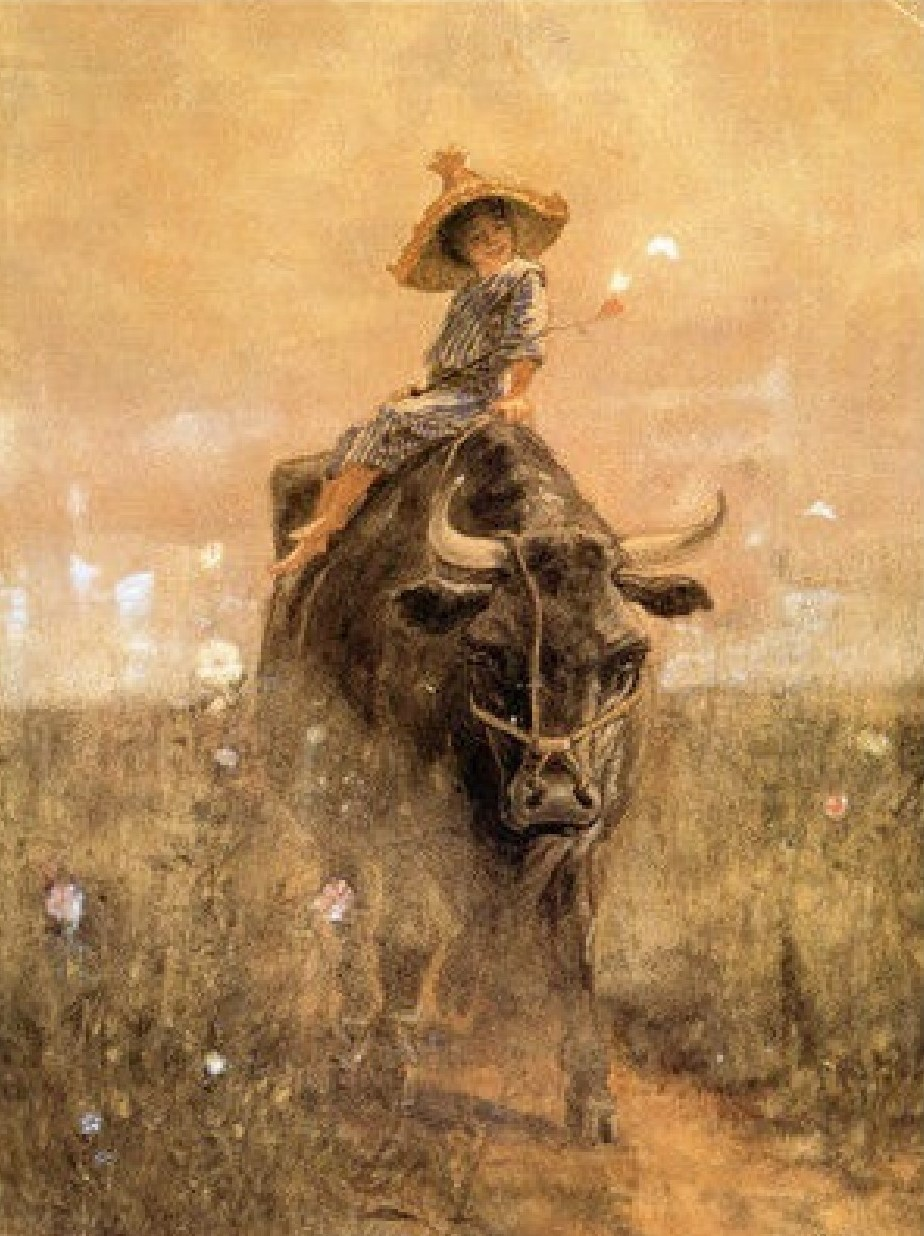
1879-1880年

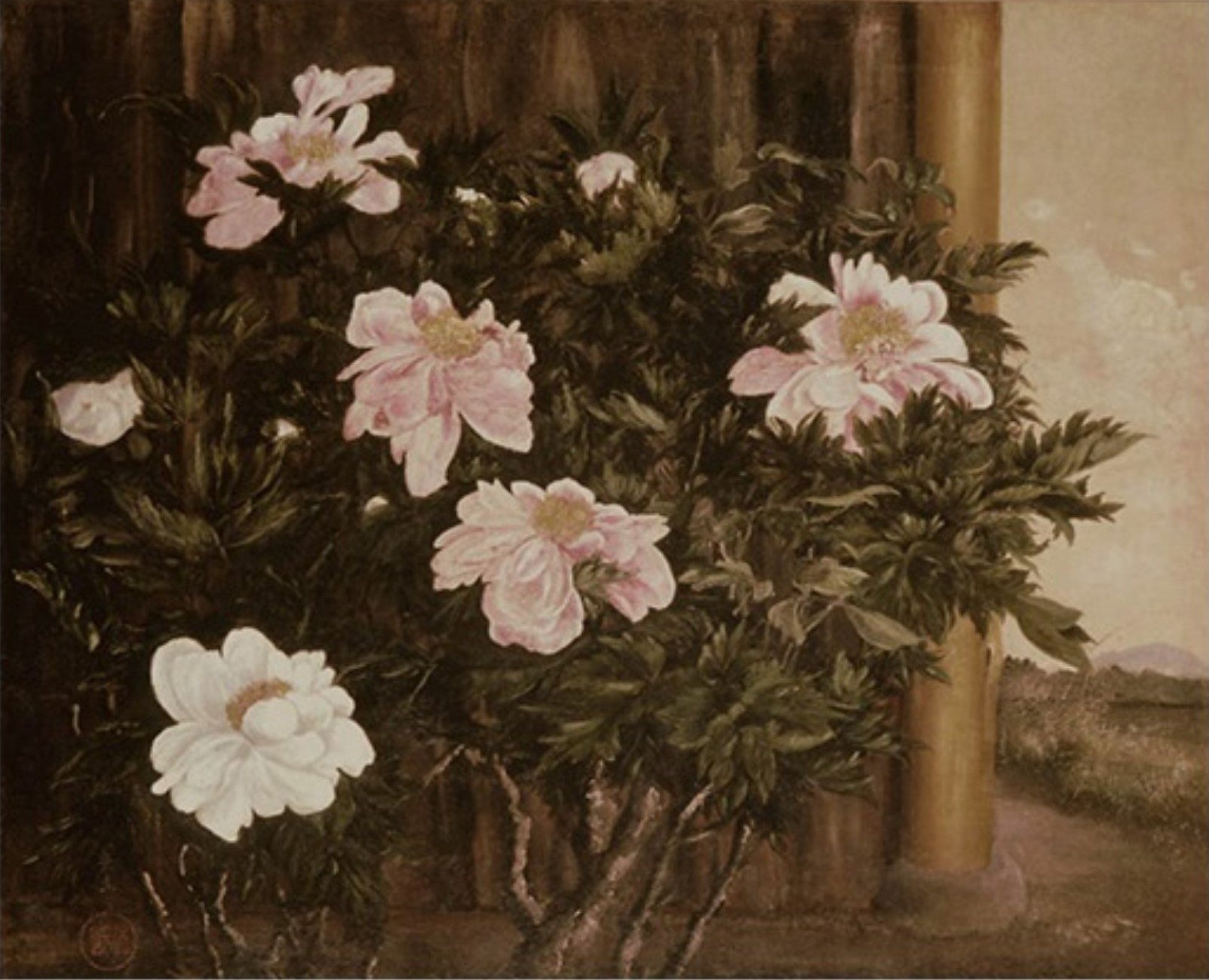
1887年

越後国長岡藩・藩医の惣領。明治2年（1869年）家督相続をして、長岡藩士として出仕（高100石）。廃藩後に地元の長岡洋学校で学ぶ。明治4年（1871年）政治家を志して上京するが、翌年、川上冬崖の画塾「聴香読画館」に入り、まもなく塾頭になる。同6年、陸軍兵学寮に入り，翌年陸軍士官学校図画教授掛となって、陸軍省に招聘されていたフランス人教官アベル・ゲリノー（Abel Guérineau）から水彩画法などを学んだ。
同9年（1876年）、工部美術学校開校と同時に入学、イタリア人教官、アントニオ・フォンタネージの指導を受ける。翌年、門下生の中で最も優秀な成績を修め、その助手となる。同11年11月、フォンタネージの後任となったプロスペロ・フェレッティ（Prospero Ferretti）の指導法に疑問を抱き、仲間と共に連袂退学を主導し決行、浅井忠ら連袂退学者と十一会を結成する。一方、小山は明治12年（1879年）東京師範学校図画教員となり、以後17年図画調査委員、20年図画教科書編纂委員になるなど、図画教育の普及に尽力する。『東洋学芸雑誌』1882年5月号に「書は美術ならず」を発表、岡倉天心が同8月号から12月号に「『書は美術ならず』を読む」を発表し反論した。明治17年（1885年）図画取調掛で、普通教育の科目に毛筆画と鉛筆画のどちらを採用するかをめぐり、鉛筆画を主張、毛筆画派のフェノロサらに敗れ、23年、岡倉覚三（天心）らの洋画排斥論に反対し東京高等師範学校を解任される。
明治22年（1889年）明治美術会の創設に参画するも、26年黒田清輝が帰国し白馬会を結成すると、小山ら明治美術会の画家は「旧派」と呼ばれ高等美術教育の傍流に追いやられ、東京高等師範学校などの初等中等教育の場で活動する。明治33年（1900年）、パリ万博の出品監査委員となり、文部省より図画教育取調の命を受けて渡欧、その帰りにロンドンで偶然、夏目漱石と同じ下宿に滞在している。明治40年（1907年）、文展が開催されるとその審査員を務めた。

## 不同舎での指導
小山の大きな功績として、明治20年（1887年）に十一会から発展解消した画塾「不同舎」を主宰し、後進の育成に努めたことが挙げられる。講師には、美術講義の柳（高橋）源吉（高橋由一の子）、構図法の本多錦吉郎、技術指導の小山と浅井忠、その他松井昇らを擁し、工部美術学校の洋画部が廃止され洋画を学ぶ機会を失いかけていた画学生に歓迎された。塾生も最盛期には300人を数え、中村不折、満谷国四郎、鹿子木孟郎、青木繁などを輩出する。小山は、個々の資質に合わせた指導方法を採り、自らの作品から弟子達が影響を受けないようにするため、自筆の油彩画を見せることは殆どなかったと言う。「不同舎」の名は塾の近所本郷区団子坂界隈の不動坂に由来するとも言われるが、むしろ弟子たちの個性を尊重した小山の指導理念を示したものだといわれる。
小山は後進の育成に力を注いだため、現存する油彩画は少ないが、鉛筆による風景写生図は多く残されている。これらは、不同舎の門弟たちの多くが回想している小山の口癖「諸君は三本も四本も無駄な線を引くが、よく決心してタンダ一本断然やるべし」の言葉通り、線による対象物の正確な描写を重視し、線を洗練させていく小山の姿勢を雄弁に物語っている。画風は、フォンタネージの伝えたバルビゾン派の影響が残り、自作に漢籍に由来する難解な画題をつけるのを好んだという。小山の作品を知る機会がなく、実作品に接する機会も少なかったという門弟たちの回想から、小山の洋画家としての力量を疑問視する者もあったが、現存する堅牢で精緻な画風を見れば的外れといえよう。

## 家族
- 父・小山良運 - 長岡藩藩医
- 弟・小山吉郎(1860年生) - 海軍少将。工部大学校造船科卒の造船技術者。横須賀海軍工廠造船部長、予備海軍造船総監などを務めた。[2]
- 弟・小山秋作(1862-1927) - 陸軍大佐。少尉時代に上海の日清貿易研究所勤務し、帰国後大尉となり、近衛師団として台湾に渡り、日露戦争で奉天軍政官を務めたのち参謀本部に属して中国関係の問題処理に当たった。大佐に昇進したが病気により退役し、南洋スラバヤに南洋起業を創立（のち南亜公司と合併）[3]。岳父に児玉淳一郎。二女の入り婿に立教大学教授の小山栄三[4]。孫に小山觀翁。
- 妻・すみ - 鹿児島藩士・家村住義の二女。家村は薩摩藩の屯田兵准大尉で、永山武四郎の部下として北海道開拓に従事した[5]

## 墓所
真浄寺（東京都文京区向丘2-26-9）ちなみに小山家の永代の墓地はかつて長岡市の栄涼寺であった。

## 主な作品

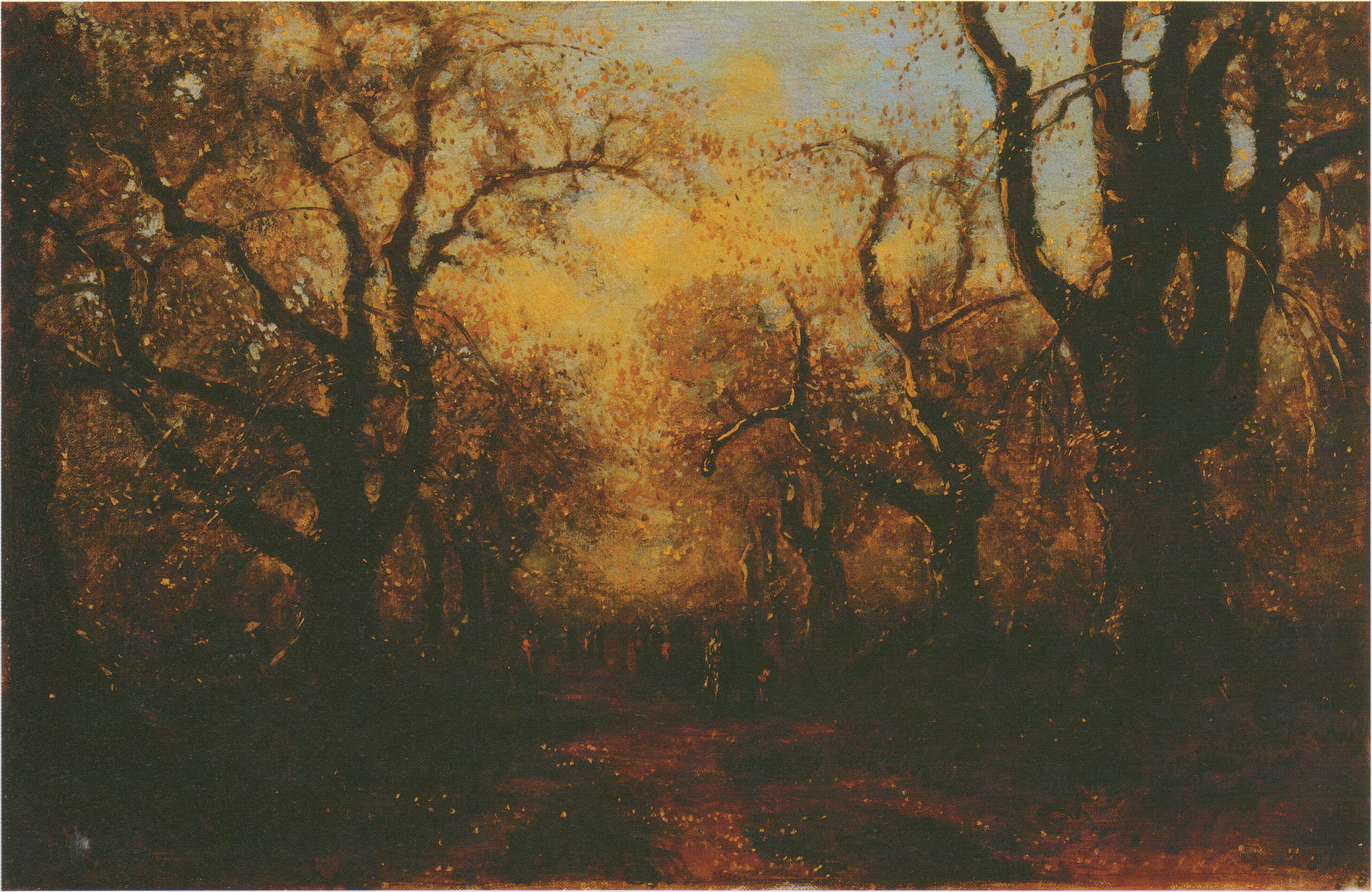
仙台の桜

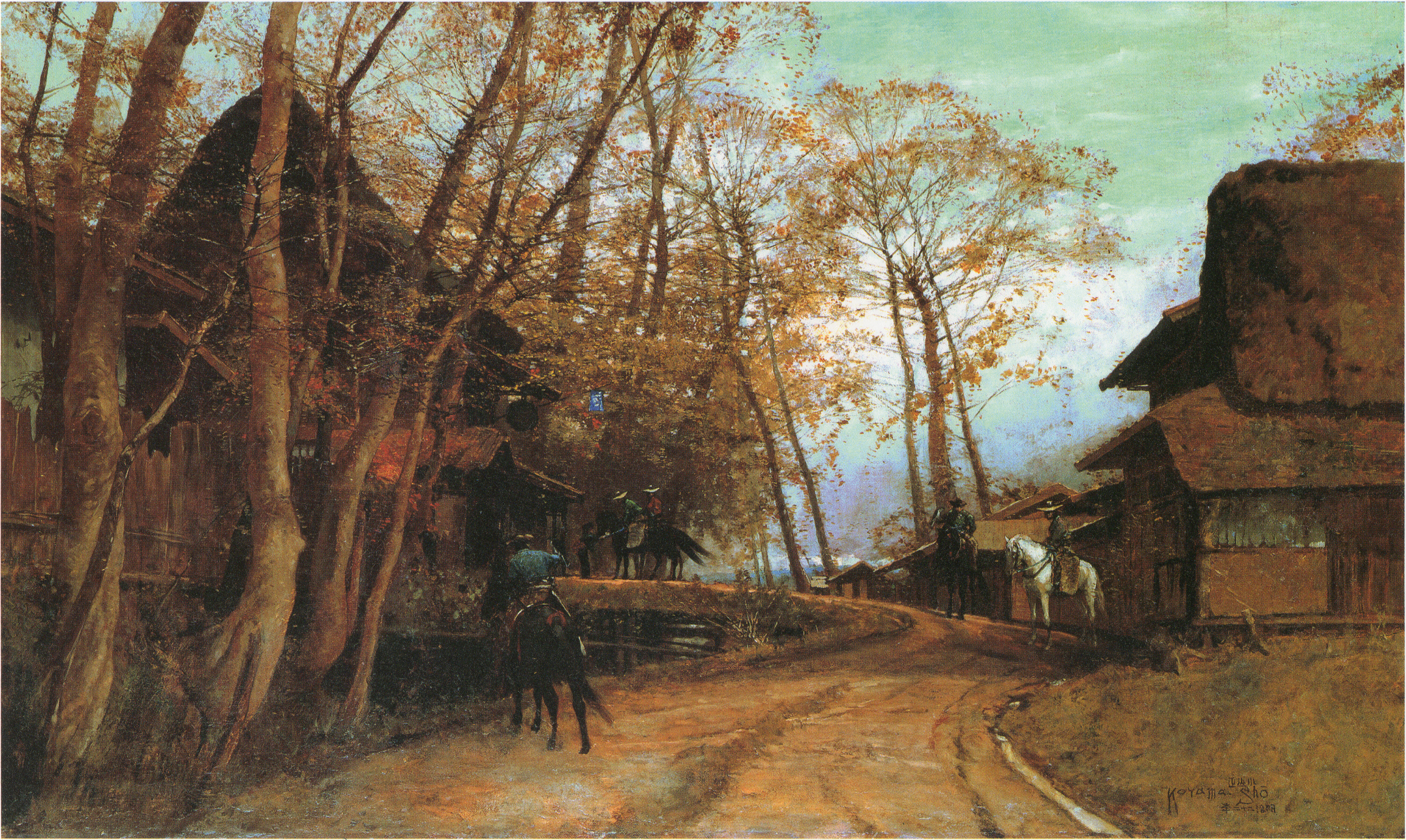
濁醪療渇黄葉村店

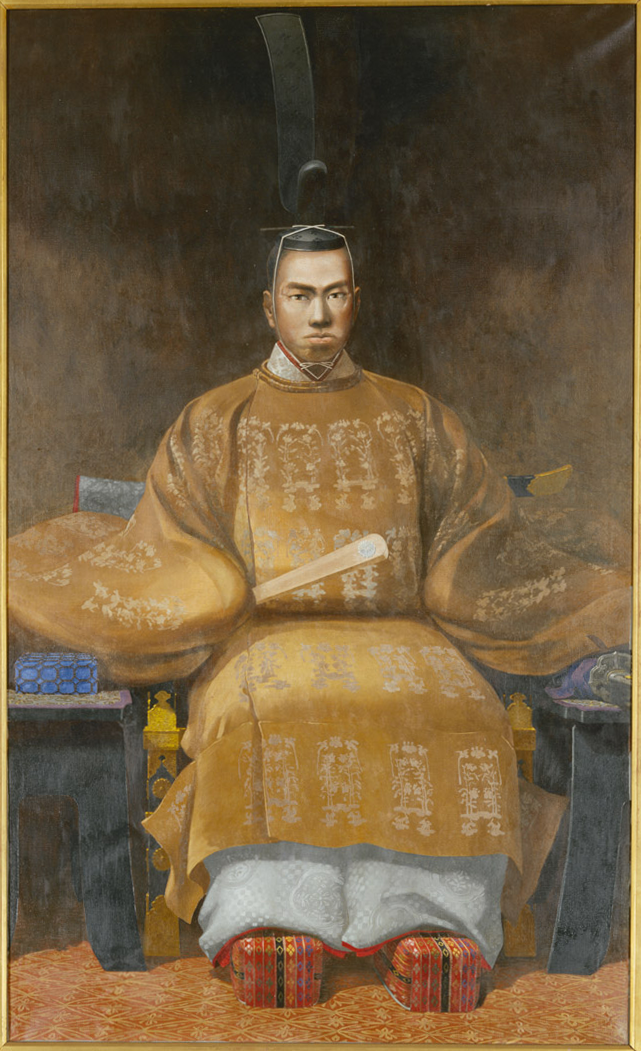
孝明天皇宸影

- 風景 （宮城県美術館） 明治9-11年
- 川上冬崖像 （東京芸術大学大学美術館） 明治14年
- 仙台の桜 （新潟県立近代美術館） 明治14年
- 牡丹図 （ひろしま美術館） 明治20年
- 秋景図 （個人蔵） 明治21年
- 濁醪療渇黄葉村店（ポーラ美術館） 明治23年 第2回明治美術会展出品
- 牧童図（個人蔵）水彩
- 孝明天皇宸影 明治35年

## 参考資料
- 山梨絵美子 『日本の美術349 高橋由一と明治前期の洋画』 至文堂、1995年 ISBN 978-4-784-33349-3
- 『日本美術館』 小学館、P888-889、1997年 ISBN 978-4-096-99701-7
- 『もうひとつの明治美術 ─明治美術会から太平洋画会へ』展 図録、静岡県立美術館2003年7-8月、府中市美術館9-10月、長野県信濃美術館10-12月、岡山県立美術館2003年12月-2004年1月